# Knight Brothers
Knight Brothers war ein britischer Automobilhersteller in Chelmsford (Essex). Dort wurden 1914–1915 zwei Mittelklassemodelle gebaut.
Der Knight Junior, ein 11 hp, hatte einen Reihenvierzylindermotor mit 1,75 l Hubraum. Das 3.658 mm lange Fahrzeug besaß einen Radstand von 2.591 mm.
Ihm zur Seite wurde der Knight of the Road, ein 15 hp, gestellt. Er hatte ebenfalls einen Reihenvierzylindermotor, aber mit 2,6 l Hubraum, war 4.013 mm lang und hatte einen Radstand von 2.896 mm.
Der Erste Weltkrieg machte beiden Konstruktionen den Garaus.

## Modelle
| Modell                     | Bauzeitraum | Zylinder | Hubraum  | Radstand |
| -------------------------- | ----------- | -------- | -------- | -------- |
| Junior (11 hp)             | 1914–1915   | 4 Reihe  | 1743 cm³ | 2591 mm  |
| Knight of the Road (15 hp) | 1914–1915   | 4 Reihe  | 2614 cm³ | 2896 mm  |

## Quelle
David Culshaw & Peter Horrobin: The Complete Catalogue of British Cars 1895–1975. Veloce Publishing plc. Dorchester (1999).  ISBN 1-874105-93-6.